# Low Island, Antarktis
Low Island är en ö i Antarktis. Den ingår i ögruppen  Sydshetlandsöarna. Argentina, Chile och Storbritannien gör anspråk på området. Arean är 181 kvadratkilometer.